# Pontus Jäntti
Pontus Eero Jäntti (* 20. Dezember 1968 in Helsinki) ist ein finnischer Badmintonspieler.

## Karriere
Pontus Jäntti nahm 1992 und 1996 im Herreneinzel an Olympia teil. Bei beiden Starts wurde er dabei 17. in der Endabrechnung. National gewann er neun Titel in seiner Heimat Finnland. Des Weiteren siegte er 1987 bei der Junioren-Europameisterschaft und 1992 und 1998 bei den Scottish Open.

## Sportliche Erfolge
| Saison | Veranstaltung                                | Disziplin    | Platz | Name                           |
| ------ | -------------------------------------------- | ------------ | ----- | ------------------------------ |
| 1984   | Finnland: Einzelmeisterschaften der Junioren | Herreneinzel | 1     | Pontus Jantti                  |
| 1985   | Finnland: Einzelmeisterschaften der Junioren | Herreneinzel | 1     | Pontus Jantti                  |
| 1986   | Finnland: Einzelmeisterschaften der Junioren | Herreneinzel | 1     | Pontus Jantti                  |
| 1987   | Finnland: Einzelmeisterschaften              | Herrendoppel | 1     | Pontus Jantti / Lasse Lindelöf |
| 1987   | Junioren-Europameisterschaft                 | Herreneinzel | 1     | Pontus Jantti                  |
| 1987   | Finnland: Einzelmeisterschaften der Junioren | Herreneinzel | 1     | Pontus Jantti                  |
| 1987   | Finnland: Einzelmeisterschaften              | Herreneinzel | 1     | Pontus Jantti                  |
| 1988   | Finnland: Einzelmeisterschaften              | Herreneinzel | 1     | Pontus Jantti                  |
| 1989   | Finnland: Einzelmeisterschaften              | Herreneinzel | 1     | Pontus Jantti                  |
| 1990   | Finnland: Einzelmeisterschaften              | Herreneinzel | 1     | Pontus Jantti                  |
| 1991   | Finnland: Einzelmeisterschaften              | Herreneinzel | 1     | Pontus Jantti                  |
| 1991   | Amor International                           | Herreneinzel | 1     | Pontus Jantti                  |
| 1992   | Amor International                           | Herreneinzel | 1     | Pontus Jantti                  |
| 1992   | Olympia                                      | Herreneinzel | 17    | Pontus Jäntti                  |
| 1992   | Finnland: Einzelmeisterschaften              | Herreneinzel | 1     | Pontus Jantti                  |
| 1992   | Scottish Open                                | Herreneinzel | 1     | Pontus Jantti                  |
| 1993   | Finnland: Einzelmeisterschaften              | Herreneinzel | 1     | Pontus Jantti                  |
| 1996   | Olympia                                      | Herreneinzel | 17    | Pontus Jäntti                  |
| 1998   | Scottish Open                                | Herreneinzel | 1     | Pontus Jantti                  |
| 1998   | Finnland: Einzelmeisterschaften              | Herreneinzel | 1     | Pontus Jantti                  |